# 乔·考特尼 (运动员)
约瑟夫·皮埃尔·考特尼三世（英語：Joseph Pierre Courtney III，1969年10月17日—），美国NBA联盟前职业篮球运动员。